# Ngāti Kahungunu
Ngāti Kahungunu, maorsko pleme čije je porijeklo iz kanua Tākitimu kojim je zapovijedao Tamatea Arikinui. ostala plemena iz ovog migracijskog kanua su Muriwhenua, Ngāti Ranginui i Ngāi Tahu. Kanu Tākitimu napustio je mitsku zemlju Hawaikii uputio se na Novi Zeland oko 1350. Tamatea je pristigao na Ninety Mile Beach, plažu na zapadnj obali North Islanda, oplovio otok te ostao je na mjestu Tauranga. Njegov praunuk Kahungunu koji se rodio u mjestu Kaitaia ženio se nekoliko puta na svojim putovanjima. Pleme Ngāti Kahungunu njegovi su potomci koje je imao sa svojom posljednjom ženom Rongomaiwahine.
Pleme se sastoji od osam geografskih skupina: Ngāti Kahungunu ki Wairoa, u regiji Wairoa; Ngāti Kahungunu ki Heretaunga na Hawke’s Bay, Ngāti Kahungunu ki Wairārapa, južna Wairārapa; Ngāti Kahungunu ki Te Whanganui-a-Orutu; Ngāti Kahungunu ki Tamatea; Ngāti Kahungunu ki Tamakinui a Rua; Ngāti Pāhauwera i Ngāti Rākaipaaka. Ovdje treba prododati i Ngāti Kahungunu s nespecifičnog područja, one koji žive po raznim krajevima Novog zelanda. Oni su danas jedna od najbrojnijih maorskih skupina čija populacija iznosi 59,946 registriranih pripadnika 2006. godine.